# Ondrej Daňko
Ondrej Daňko (2 giugno 1971) è un ex calciatore slovacco, di ruolo centrocampista.